# Premier League Malti 1923-1924
Il campionato era formato da cinque squadre e lo Sliema Wanderers vinse il titolo. In questa edizioni non vi furono retrocessioni.

## Classifica finale
| Pos. | Squadra           | G | V | N | P | GF | GS | Punti |
| ---- | ----------------- | - | - | - | - | -- | -- | ----- |
| 1    | Sliema Wanderers  | 4 | 4 | 0 | 0 | 9  | 1  | 8     |
| 2    | Vittoriosa Rovers | 4 | 2 | 0 | 2 | 5  | 4  | 4     |
| 3    | Valletta United   | 4 | 2 | 0 | 2 | 4  | 4  | 4     |
| 4    | Sliema Rangers    | 4 | 1 | 0 | 3 | 5  | 8  | 2     |
| 5    | Msida Rovers      | 4 | 1 | 0 | 3 | 3  | 9  | 2     |